# 胡露茜
胡露茜博士（英語：Dr. Rose WU），香港人，基督教神學教育工作者，女性主義者，香港中文大學崇基學院神學院的教師，曾任香港基督徒學會的總幹事、香港婦女基督徒協會發起人、民間人權陣線的第一任召集人，曾在2003年推動2003年香港七一遊行。2021年離港定居美國。

## 生平
胡露茜，1983年開始自費到崇基神學組攻讀神學，1988年畢業，獲神道學學士（Bachelor of Divinity）學位，同年成立婦女基督徒協會，並發表「婦女支持八八直選宣言」。1997年後，她趁美國波士頓聖公會神學院修讀教牧學博士，受業於卡達希活（Carter Heywood）門下，專注研究女性主義和酷兒神學（Queer Theology）。2002年開始以兼職形式在香港中文大學崇基學院神學院任教三個課程：「基督教與女性主義神學」、「教會與婦女」、以及「倫理、教會與性」，直至2017年宣佈退休。2000年至2007年，她出任香港基督徒學會總幹事。
胡露茜一直積極參與社會運動，有份發起成立支聯會，是支聯會第一屆常委中的唯一女性，亦是「民間人權陣線」第一任總召集人。在神學上她支持女性主義神學、同志神學及酷兒神學。

## 著作
- 胡露茜：《我是教會的一根刺：信行三十年文集》。香港：香港基督徒學會，2017。ISBN 9789627471776。
- 胡露茜、麥明儀等：《人性2：誰不是酷兒？本土酷兒神學初探》。香港：香港基督徒學會，2013。ISBN 9789627471738。[7]
- 胡露茜、黃慧貞、黃慧賢、麥明儀：《神學起動：女性主義神學家素描》。香港：香港婦女基督徒協會，2011。ISBN 9789628073160。

- 胡露茜、蕭兆滿、黃美玉合編：《上主的形象翻譯文集三：婦女崇拜禮文》。香港：香港婦女基督徒協會，2004。
- 《Liberating the Church from Fear: The Story of Hong Kong's Sexual Minorities》（2000年）

- 《A Dissenting Church》（2003年，香港基督徒學會）[8]